# 1998年至1999年英格蘭足總盃
1998/99球季英格蘭足總盃（英語：FA Cup），是第118屆英格蘭足總盃，今屆賽事的冠軍是曼聯，他們在決賽以2:0擊敗紐卡素，奪得冠軍。
曼聯成為三冠王，他們同時贏得英超和歐聯冠軍。

## 外部連結
1. 英格蘭足總盃官網Archive-It的存檔，存档日期2012-04-24
2. 英格蘭足總盃 歷屆冠軍（页面存档备份，存于）